# Xerosecta adolfi
Xerosecta adolfi е вид охлюв от семейство Hygromiidae. Видът е застрашен от изчезване.

## Разпространение и местообитание
Разпространен е в Испания.
Обитава градски и гористи местности, планини, възвишения, ливади, храсталаци, дюни, степи, крайбрежия и плажове.

## Описание
Популацията на вида е намаляваща.